# Flaga Kraju Kamczackiego
Flaga Kraju Kamczackiego – flaga o proporcjach 2:3, przyjęta 15 kwietnia 2004 r. Flaga jest prostokątem podzielonym na dwa poziome pasy:
- biały, zajmujący 2/3 płata flagi, na którego tle znajduje się emblemat przedstawiający trzy kamczackie wulkany w czasie erupcji oraz dwie niebieskie linie falowe
- niebieski, mieszczący się u dołu płata flagi, zajmujący 1/3 jego powierzchni.